# 빅토르 주이코브
빅토르 주이코브(에스토니아어: Viktor Zuikov, 러시아어: Ви́ктор Зу́йков 빅토르 주이코프[*], 1962년 4월 10일~)는 에스토니아의 은퇴한 펜싱 선수로 주 종목은 플뢰레이다. 1992년 하계 올림픽에 에스토니아 국가대표로 참가했고, 유럽 선수권 대회에서 동메달 1개를 획득했다. 은퇴 후 에스토니아 펜싱 협회 이사를 지냈고, 지도자로 활동했다.